# 'Anata
ʿAnātā (in arabo عناتا‎?) è un villaggio palestinese della Cisgiordania centrale, nel Governatorato di Gerusalemme, sito a quattro chilometri a NE di Gerusalemme. Secondo l'Ufficio centrale palestinese di statistiche, ʿAnātā aveva una popolazione di 9.600 persone nel 2006. La sua superficie complessiva è pari a 30,603 dunum, di cui più della metà era nel gennaio 2012 ormai all'interno dell'area progressivamente ingrandita della città di Gerusalemme mentre 1,654 dunum costituiscono l'area abitata da palestinesi.

## Storia
Edward Robinson identificò ʿAnātā con la biblica Anathoth, luogo natale del profeta antico-testamentario Geremia, nel suo  Biblical researches in Palestine..
Vi sono nel villaggio resti di una chiesa di età bizantina, a dimostrazione che l'area era abitata prima della conquista islamica della Palestina, all'epoca dei primi Califfi "ortodossi". Durante l'assedio condotto dai musulmani nel 1187 contro Gerusalemme crociata, il generale ayyubide, e poi Sultano d'Egitto e di Siria, Saladino, scelse ʿAnātā come sede della sua amministrazione, prima di proseguire sulla Città Santa.
Il villaggio fu distrutto da Ibrāhīm Pascià nel 1832, a causa della sua ribellione filo-ottomana contro suo padre Mehmet Ali. Quando W. M. Thomson visitò il villaggio negli anni Cinquanta del XIX secolo, lo descrisse come un "piccolo, semidistrutto borgo, ma un tempo molto più grande, che mostra aver avuto attorno un muro di cinta, pochi resti del quale possono essere ancora visti". Il villaggio fu ricostruito subito dopo e in esso s'insediarono dieci famiglie arabe, provenienti da Khirbet 'Almit, poco più di un chilometro e mezzo a NE, a metà del XIX secolo. Le famiglie erano gli ʿAbd al-Laṭīf, gli Ibrāhīm, gli Alayan, gli Hilwa, i Salama, gli Hamdān, gli Abū Haniya Mūsā e gli al-Kiswanī. Quest'ultima famiglia riparò ad ʿAnātā nel corso della guerra arabo-israeliana del 1948.

### Santuari
ʿAnātā ospita due santuari, uno dedicato a Ṣāliḥ e l'altro che si crede sia legato a Geremia. Il primo è una moschea dedicata al profeta coranico Ṣāliḥ (il biblico Shelah, figlio di Giuda), ma la tomba di Ṣāliḥ si crede sia piuttosto nel villaggio chiamato appunto Nabi Salih (Profeta Ṣāliḥ), più a nord. L'ultimo santuario è una caverna dedicato a "Rumia", che secondo  Charles Simon Clermont-Ganneau, "sembra sia connessa dal folklore [locale] al nome di Geremia, la cui sillaba iniziale "Ge" sarebbe caduta per aferesi, come di frequente si verifica in arabo". Ciò significa che è possibile che "Rumia" sia una forma arabizzata di "Geremia".

## Governo
Prima del 1996, ʿAnātā era governata da un mukhtār. Da allora un'autorità di villaggio fu istituita per amministrarla. Secondo essa, circa il 97% del suo territorio al di fuori di Gerusalemme è sotto completo controllo israeliano. I confini del villaggio si estendono per circa 30,603 dunum, sebbene solo 1,654 siano indicati come area fabbricabile, la maggior parte dei quali è sotto l'amministrazione civile dell'Autorità Nazionale Palestinese, sottoposta alle necessità di sicurezza dello Stato israeliano. I confini del villaggio sono estesi e vanno da ʿAnātā stessa fino a est dell'insediamento israeliano di Alon (Mateh Binyamin). Gran parte della terra è incolta o poco trattata per fini agricoli.
La notte del 23 gennaio l'intervento di ruspe israeliane ha abbattuto una serie di abitazioni palestinesi, obbligando una cinquantina di abitanti (tra cui vari bambini) a trovare rifugio in tende improvvisate. L'azione è probabilmente stata decisa per consentire un allargamento dell'insediamento ebraico confinante, anche se le finalità dell'intervento non sono state ufficialmente chiarite.